# Emorragia gastrointestinale
Per emorragia gastrointestinale  in campo medico, si intende un'emorragia nel lume del tratto gastrointestinale che parte dall'esofago della persona fino ad arrivare al suo termine.

## Tipologia
- Ematemesi (dal greco αἷμα, "sangue", e ἔμεσις, "vomito") - fuoruscita di sangue con il vomito; il colore varia dal rosso vivo al nerastro. In quest'ultimo caso si parla anche di vomito caffeano (vomito color caffè) per la presenza di sangue che, rimanendo qualche tempo nello stomaco, è stato soggetto all'azione dell'acido cloridrico e delle sostanze peptiche.
- Enterorragia (dal greco ἔντερον, "intestino", e -(ρ)ραγία, derivato di un tema affine a ῥήγνυμι, "rompere", inteso come rottura di vasi sanguigni) - fuoruscita di sangue rosso vivo (perché poco o affatto digerito) dall'orifizio anale. Il termine indica genericamente l'evacuazione di sangue di provenienza intestinale e viene impiegato per le emorragie intestinali delle quali non è chiarita la provenienza.
- Rettorragia o Proctorragia (dal greco πρωκτός, "ano", e -(ρ)ραγία, vedi sopra) - sanguinamento "che si è fatto strada" attraverso il retto ma non necessariamente dovuto a lesioni del retto. Può indicare emorragie a provenienza dal colon sinistro, dal retto o dal canale anale. Il sangue è rosso vivo ed è in genere ben distinguibile dalle feci.
- Ematochezia (dal greco αἷμα, "sangue", e χέζω, "defecare") - emissione di feci commiste a sangue. Secondo alcuni autori[1]. indicherebbe più precisamente la presenza di feci non commiste a sangue, ma di feci verniciate di sangue.
- Melena (dal greco μέλαινα, propr. femminile dell'aggettivo μέλας, "nero") - presenza di sangue digerito nelle feci che assumono un aspetto ed un colore caratteristico: feci picee o a posa di caffè

Il sangue emesso dalla bocca può provenire anche da lesioni di organi appartenenti ad altri apparati, come quello respiratorio. Si parla di emoftoe (dal greco αἷμα, "sangue", e ϕϑόη, "consunzione") se il sangue si presenta in forma di striature nell'espettorato e invece di emottisi quando il sangue, in quantità maggiore e schiumoso per la presenza di bollicine di aria, si accompagna alla tosse.

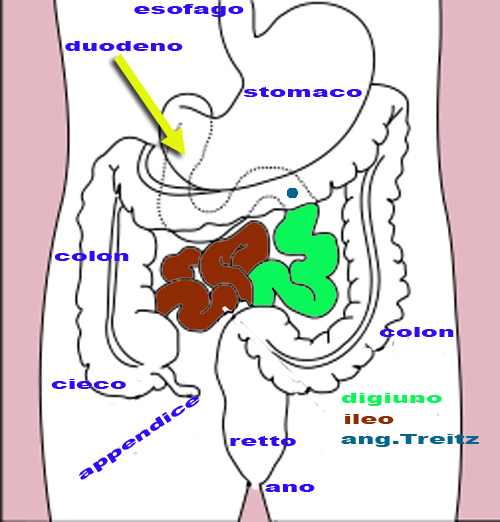
Apparato Digerente

## Eziologia
Fra le cause che generano tale perdita di sangue troviamo la rottura di varici esofagee ed emorroidi, che sono le più comuni.
Molte malattie dell'apparato gastro-enterico possono essere complicate da emorragie, a volte drammatiche. L'entità della perdita, la sua durata e la forma in cui il sangue viene espulso dipendono dai seguenti fattori:
- sede della lesione patologica
  - Il sangue proveniente da una lesione a localizzazione alta, quale può essere quella gastrica o duodenale, procederà lungo l'intestino in senso ab-orale, quindi dalla bocca verso il retto, subendo l'intero processo digestivo e dando luogo a una melena.
  - Il sangue derivante da una malattia del colon discendente o del retto, quindi a localizzazione bassa, non subendo in pratica alcuna digestione, darà luogo a una enterorragia.
- localizzazione rispetto all'orifizio orale e anale 
  - una emorragia alta segue normalmente la via ab-orale, peristaltica, ma può anche invertire la direzione, risalire in senso orale, antiperistaltico, e dare luogo a emorragie per via buccale. Sono i casi in cui possono coesistere episodi di ematemesi associata a melena. 
    - Le lesioni esofagee possono essere responsabili di emorragie esterne dirette, ma di norma il sangue fluisce prima nello stomaco e solo in un secondo tempo e dopo aver subito l'aggressione da parte dell'acido cloridrico e delle sostanze peptiche, viene vomitato: ematemesi. Una parte di sangue può essere evacuato come melena.
    - Le emorragie gastriche e duodenali si manifestano con episodi sia di ematemesi che di melena.

  - Le emorragie basse, del tenue e soprattutto del colon, seguono il percorso ab-orale e vengono espulse per via retto-anale: enterorragia. La risalita in senso antiperistaltico, possibile in teoria, è da considerarsi eccezionale.
- malattia
  - l'emorragia rappresenta una complicazione che si può presentare con caratteri diversi a seconda della patologia scatenante. Sarà drammatica perché imponente e reiterata nelle varici esofagee o nella perforazione di un'ulcera duodenale, meno abbondante e più discontinua nel cancro del colon-retto.
- tipo di vaso sanguigno
  - in genere il sanguinamento dei vasi arteriosi è più raro ma anche più grave in quanto la pressione ematica al loro interno rende più difficile una emostasi spontanea o a seguito di terapia specifica, ma anche le emorragie venose sono temibili per la maggiore vulnerabilità della parete.

| Organo               | Ematemesi | Melena | Rettorragia |
| esofago              | XXXXX     | XXXX   | X           |
| stomaco e duodeno    | XXXX      | XXXXX  | X           |
| intestino tenue      | X         | XXXXX  | XXX         |
| colon                |           | XX     | XXXXX       |
| retto e canale anale |           |        | XXXXX       |

## Patologie emorragiche più frequenti per ogni porzione
Esofago:

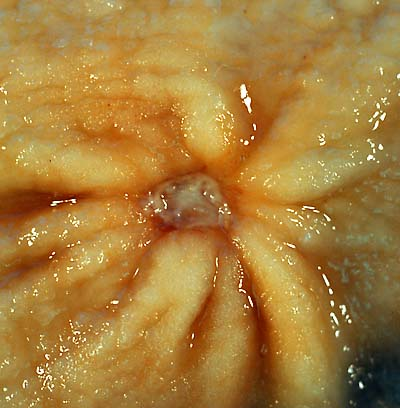
Ulcera gastrica

- varici esofagee (vista la presenza di un importante plesso venoso parte dell'anastomosi porta-cava);
- tumori maligni.

Stomaco:
- ulcera gastrica, tumori maligni,
- tumori maligni;
- gastrite emorragica.

Intestino tenue, colon, retto:
- diverticoli (in particolare il diverticolo di Meckel);
- polipi;
- tumori maligni;
- malattie infiammatorie croniche intestinali;
- malattia emorroidale.

## Vascolarizzazione dell'apparato digerente

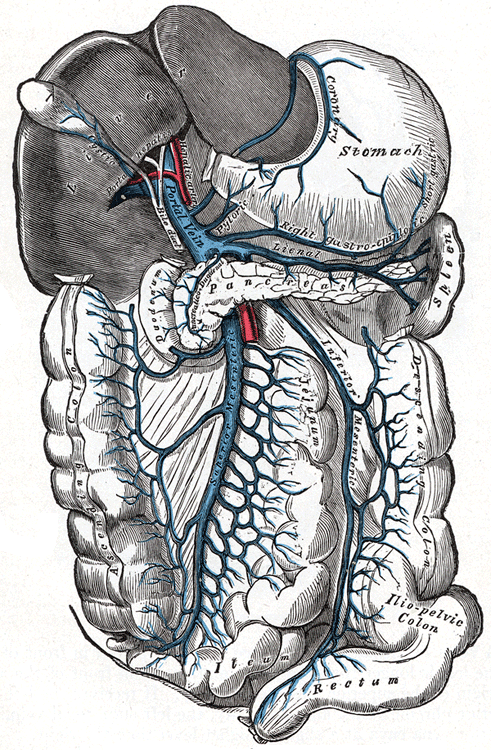
Formazione della Vena Porta

### Sistema Arterioso
I molti organi che compongono il canale digestivo, lungo alcuni metri, hanno una vascolarizzazione molto complessa basata su un sistema arterioso formato da alcuni tronchi principali, che partono direttamente dall'aorta, che a loro volta si suddividono in rami secondari ed infine in branche più periferiche. La circolazione non è di tipo terminale e la irrorazione dei vari distretti è garantita da numerose anastomosi ( sia tra i tronchi principali sia tra i loro rami secondari) che formano un ampio circolo collaterale. 
- Tripode Celiaco: irrora parte dell'esofago, lo stomaco e il duodeno
- Arteria mesenterica superiore: irrora l'intestino tenue, il cieco e la metà destra del colon
- Arteria mesenterica inferiore: irrora la metà sinistra del colon, il sigma e la parte superiore del retto
- Arteria iliaca interna o Arteria ipogastrica: irrora la parte media e inferiore del retto.

### Sistema Venoso
La circolazione venosa segue abbastanza fedelmente il percorso delle arterie.

La Vena mesenterica superiore corre lungo l'arteria omonima e si fonde con la Vena mesenterica inferiore e con quelle che provengono dalla milza e dallo stomaco (e dalla parte inferiore dell'esofago) per formare la vena porta che termina nel fegato. In questo modo tutto il sangue proveniente dall'apparato digerente e quindi ricco di sostanze nutritive giunge alla ghiandola epatica ove verrà utilizzato in vari processi metabolici.

Questo sangue è tributario della Vena cava inferiore e come detto proviene anche dalla porzione inferiore, endoaddominale, dell'esofago. La parte alta dell'esofago è invece tributaria della vena cava superiore. Questo aspetto anatomico è estremamente importante perché spiega la patogenesi delle Varici esofagee responsabili di emorragie molto gravi. 

## Diagnosi
Di fronte a un'emorragia digestiva manifesta, il medico deve:
- valutare la gravità del sanguinamento. Attraverso la rilevazione di frequenza cardiaca, pressione arteriosa, frequenza respiratoria, diuresi, e attraverso la valutazione diretta dell'emocromo, si può stabilire con buona approssimazione quanto sangue è stato perso e con quale velocità.
- ricercare la causa e la sede dell'emorragia, attraverso la raccolta dei dati anamnestici e la verifica delle caratteristiche dell'emorragia mediante l'esplorazione rettale e/o il posizionamento di un sondino naso-gastrico.

In base alla gravità e alla durata delle perdite, si possono distinguere:
- emorragie minime e transitorie: quando il sangue viene perso in quantità modeste subisce il processo digestivo insieme agli alimenti ai quali si mescola diventando indistinguibile nelle feci. In questi casi può essere svelato con particolari indagini di laboratorio: test per la ricerca di sangue occulto nelle feci, praticate occasionalmente.
- emorragie minime ma che si protraggono nel tempo: in genere vengono suggerite da segni indiretti di anemizzazione (astenia, pallore della cute o delle mucose) e anche queste vengono svelate dal test per la ricerca del sangue occulto. In questi casi però è necessaria una diagnosi clinica e strumentale elettiva, basata sull'endoscopia digestiva.
- emorragie di media entità: con perdite fra i 1000 e i 1500 ml, la frequenza cardiaca aumenta sensibilmente, la pressione arteriosa cala e vi possono essere episodi sincopali. L'ematocrito si riduce di un 20-30% e il mantenimento di un buon compenso emodinamico si ottiene mediante una trasfusione di sangue.
- emorragie gravi: quando la perdita di sangue è superiore ai 1500 ml, il paziente è in stato di shock con necessità immediata di trasfusione di più di una unità di sangue.
- emorragie massive e catastrofiche: in alcuni casi l'entità della perdita è tale che il sangue, anche se di provenienza alta, percorre l'intero canale digerente tanto velocemente da sottrarsi al processo digestivo. In tal caso invece che con una melena si manifesterà con una rettorragia. Lo stato di shock è persistente malgrado il trattamento emotrasfusivo e si rende necessario un intervento chirurgico d'urgenza.

Il reperto di una enterorragia o di una melena da solo non permette di stabilire con certezza la sede, la entità e la natura del sanguinamento. Pertanto in presenza di una emorragia digestiva è indispensabile il ricorso ad alcune indagini strumentali:

### Endoscopia
Questa tecnica, disponibile oggi anche nelle strutture sanitarie più piccole e periferiche, viene impiegata con ottimi risultati fin dall'arrivo del paziente in Pronto soccorso. Consiste nella introduzione di un apparecchio a fibre ottiche detto endoscopio nel canale alimentare attraverso i suoi due orifizi naturali, la bocca o l'ano.

#### Vantaggi
- nella maggior parte dei casi consente di accertare la sede e la causa del sanguinamento
- potendo essere ripetuta nel tempo serve a monitorare la lesione e/o l'emorragia
- permette prelievi bioptici mirati necessari a distinguere la natura di una lesione (ulcera gastrica di origine peptica o neoplastica!)
- consente interventi sulla fonte emorragica finalizzati alla risoluzione del sanguinamento mediante l'apposizione di collanti speciali o di clip metalliche, foto-coagulazione con laser, scleroterapia, iniezioni di vasocostrittori sul perimetro della lesione.

#### Limitazioni
- La presenza di residui alimentari e di materiale fecale o una notevole quantità di coaguli e sangue rende difficoltosa la esatta valutazione del fenomeno e qualche volta anche la localizzazione della fonte emorragica.
- È fortemente limitata dalle condizioni del paziente se in stato di shock o anche se sottoposto a terapia intensiva.
- Non riesce a raggiungere tutti i segmenti intestinali. Con la endoscopia alta o Esofago-gastro-duodenoscopia al più si riesce a raggiungere l'angolo duodeno digiunale di Treitz. Con quella bassa o Retto-sigmoido-colonscopia si riesce anche a superare, ma di pochi centimetri, la valvola ileo-cecale. Pertanto rimane escluso dalle possibilità di questo esame la quasi totalità dell'intestino tenue.

### Radiografia
Nell'ambito delle emorragie digestive la radiografia può offrire buone informazioni ma presenta anch'essa delle limitazioni. Praticamente inutili sono le indagini praticate senza mezzo di contrasto mentre quelle che utilizzano il bario pur non essendo in grado di fornire dati sulla emorragia consentono almeno di svelare la natura (ulcera, neoformazione, diverticolo) della lesione che ne è responsabile.
Altro discorso invece è quello che riguarda le indagini angiografiche.
Questi esami riescono a offrire la soluzione a ogni dubbio diagnostico ma sono fortemente limitati dal fatto che richiedono apparecchiature sofisticate e personale addetto specializzato, non sempre o dovunque disponibile. Inoltre l'esame, che consiste nella introduzione mirata di un mezzo di contrasto in un'arteria specifica o in suo ramo, mediante cateterismo, per risultare efficace deve mettere in evidenza uno spandimento del mezzo di contrasto al di fuori del vaso e ciò è possibile esclusivamente se l'emorragia è in corso e se la sua portata è alta.

L'angiografia offre inoltre grandi possibilità terapeutiche. La cateterizzazione selettiva di un vaso consente infatti di iniettare nella sede del sanguinamento farmaci vasocostrittori o di effettuare embolizzazioni arteriose o venose.

## Terapia
La terapia di una emorragia si basa su una serie di provvedimenti intesi a reintegrare la massa ematica perduta mediante somministrazione di sangue, plasma e succedanei, soluzioni idro-saline oltre che di farmaci attivi sulla coagulazione del sangue. Tutto ciò risulta indispensabile a correggere la compromissione delle condizioni generali e sufficiente se l'evento emorragico cessa per emostasi spontanea.
In molti casi l'emostasi deve essere indotta. Per via indiretta endoscopica o radiologica, come detto, o mediante un intervento chirurgico diretto, finalizzato esclusivamente al controllo della fonte di sanguinamento o più frequentemente alla risoluzione della patologia scatenante.
Il trattamento prevede di solito la cura della condizione preesistente o comunque predisponente che può portare a tale sanguinamento. Quindi la terapia è solitamente chirurgica come nel caso della valvuloplastica cardiaca o del trapianto renale.
Le emorragie specifiche possono essere controllate rapidamente con somministrazione intra-arteriosa o endovene di vasopressina.